# جياك كولتيري
جياك كولتيري (الاسم العلمي: Guaiacum coulteri) هي نوع نباتي يتبع جنس الجياك من فصيلة القديسية.